# Одиноков, Фёдор Иванович
Фёдор Ива́нович Одино́ков (1913—1994) — советский актёр театра и кино. Заслуженный артист РСФСР (1988).

## Биография
Родился 4 (17) февраля 1913 год в селе Воскресенском-на-Упе Одоевского уезда Тульской губернии, теперь село Воскресенское в Дубенском районе Тульской области. Родители его крестьяне — Иван Сергеевич Одиноков и Варвара Кирилловна, в девичестве Хаванцева.
С 17 лет работал на Новомосковском химкомбинате, одновременно начал играть в местном ТРАМе (Театр рабочей молодёжи). После службы в армии пришёл в Вахтанговский театр рабочим сцены, затем поступил в Щукинское училище. После окончания, в 1942 году, вышел на сцену театра имени Е. Б. Вахтангова. С 1947 года — актёр театра группы Советских войск в Германии, с 1950 года — театра имени Ленинского комсомола в Москве, с 1961 года — театра Северной группы войск в Польше, в 1964—1973 годах — гастрольного театра комедии.
Скончался 19 февраля 1994 года. Похоронен в Москве на Ваганьковском кладбище (48 уч.) на Писательской аллее.

## Признание и награды
- Заслуженный артист РСФСР (1988).

## Творчество

### Фильмография
1. 1938 — Александр Невский — пушкарь (нет в титрах)
2. 1939 — Подкидыш — прохожий (нет в титрах)
3. 1939 — Ночь в сентябре — шахтёр (нет в титрах)
4. 1939 — Мои университеты — Мелов (нет в титрах)
5. 1947 — Сельская учительница — кулак, гость Букова (нет в титрах)
6. 1953 — Серебристая пыль — помощник шерифа (нет в титрах)
7. 1957 — Екатерина Воронина — грузчик в порту (нет в титрах)
8. 1958 — Жизнь прошла мимо — наводчик
9. 1958 — Шли солдаты… — командир взвода
10. 1960 — Повесть пламенных лет — генерал-майор (нет в титрах)
11. 1960 — Воскресение — тюремный надзиратель № 587 (нет в титрах)
12. 1966 — Человек без паспорта — провокатор-«исполнитель» (нет в титрах)
13. 1967 — Операция «Трест» — привратник (нет в титрах)
14. 1967 — Бабье царство — Василий Петриченко
15. 1968 — На войне как на войне — Осип Бянкин, ефрейтор, заряжающий
16. 1969 — Директор — Иван Кузин (нет в титрах)
17. 1969 — Белый взрыв — Семён Иванович
18. 1970 — Зелёные цепочки — Семён Семёнов, шофёр грузовика, пособник шпионов
19. 1970 — Ночная смена — Алексей Иванович Назаров, заместитель бригадира Пономарёва
20. 1970 — Шаг с крыши — чапаевец Василий
21. 1971 — Даурия — Епифан Козулин
22. 1971 — Конец Любавиных — чекист
23. 1971 — Антрацит —  Георгий Степанович, шахтёр-рекордсмен, готовящийся к выходу на пенсию (озвучил — Константин Тыртов)
24. 1971 — Дерзость — Максим
25. 1971 — И был вечер, и было утро… — Еримеев
26. 1971 — Пришёл солдат с фронта — солдат от дяди Вани
27. 1971 — Проверка на дорогах — партизан Ерофеич
28. 1971 — Петрухина фамилия (короткометражный) — столяр
29. 1972 — Сибирячка — шофёр Миронов
30. 1972 — Человек на своём месте — дядя Гриша
31. 1973 — Здесь наш дом — Фёдор Иванович Рыжухин, начальник корпуса
32. 1973 — До последней минуты — председатель сельсовета (нет в титрах)
33. 1973 — Мальчишку звали Капитаном — Иван Афанасьевич Кужель, подпольщик
34. 1973 — Назначение — эпизод (нет в титрах)
35. 1973 — Открытие (Рукопись академика Юрышева) — горный мастер
36. 1973 — С весельем и отвагой — Владимир Бабай
37. 1973 — Старые стены — Александр Иванович Колесов, начальник прядильного цеха
38. 1974 — Самый жаркий месяц — сталевар
39. 1974 — Врача вызывали? — эпизод
40. 1974 — Незнакомый наследник — Павел Иванович
41. 1974 — Под каменным небом — Григорий Иванович, солдат
42. 1975 — Кто, если не ты? — Николай Кузьмич Батов, бригадир сталеваров
43. 1975 — Волны Чёрного моря — дворник
44. 1975 — Семья Ивановых — Сергей Васильевич Запрягаев, металлург-ударник
45. 1975 — Воздухоплаватель — «Амбал» из одесского порта
46. 1976 — Днепровский ветер — Виктор Павлович Танцюра, начальник, браконьер
47. 1976 — Середина жизни — Илья Афанасьевич Чумачёв, работник завода
48. 1976 — По волчьему следу — лесник Аверьяныч
49. 1976 — Тревожный месяц вересень — Клымарь, забойщик свиней и связной банды
50. 1977 — Долги наши — бывалый моряк, Григорий
51. 1977 — Беда — сосед дядя Коля, бригадир
52. 1977 — Сапоги всмятку — Семён, коридорный
53. 1977 — Обратная связь — Фёдор Иванович Аверьянов, рабочий, депутат, член бюро горкома
54. 1978 — Емельян Пугачёв — Хлопуша
55. 1978 — След на земле — председатель совхоза
56. 1978 — На новом месте — бригадир рыбаков
57. 1978 — Люди на земле — Антон Джулай
58. 1978 — Уходя — уходи — Харитон, дядя Дмитрия
59. 1978 — Я хочу вас видеть — Карцев
60. 1978 — По улице комод водили — свидетель, новелла «Грабёж среди бела дня» (нет в титрах)
61. 1979 — Примите телеграмму в долг — комбайнёр
62. 1979 — Решающая схватка — Михайлов
63. 1979 — Шерлок Холмс и доктор Ватсон — доктор Гримсби Ройлотт (озвучил Игорь Ефимов)
64. 1980 — Большая - малая война — кузнец
65. 1980 — Эскадрон гусар летучих — крестьянин-партизан
66. 1980 — Частное лицо — отец Петровой
67. 1980 — Школа — селянин (нет в титрах)
68. 1980 — В начале славных дел (СССР, ГДР) — сторож
69. 1981 — Деревенская история — Герасим
70. 1981 — Ожидание — Александр Нилыч
71. 1981 — Любовь моя вечная — Кучаев
72. 1981 — Приключения Тома Сойера и Гекльберри Финна — фермер
73. 1981 — Товарищ Иннокентий — Тимофей Степанович
74. 1982 — Варварин день — крёстный, заводской мастер
75. 1982 — Людмила — Василий Васильевич Дерябин, машинист бронепоезда
76. 1982 — Что можно Кузенкову? (киноальманах Молодость) — начальник цеха
77. 1982 — Магистраль — Иван Николаевич, дежурный станции Шумково
78. 1983 — Взятка. Из блокнота журналиста В. Цветкова — Егор Петрович
79. 1983 — Аукцион — кузнец Митрофаныч
80. 1983 — Дело за тобой — Фёдор Иванович, житель села, трубач в самодеятельном оркестре (нет в титрах)
81. 1983 — У опасной черты — лесник Юзеф
82. 1984 — Предел возможного — наставник (нет в титрах)
83. 1984 — Прохиндиада, или Бег на месте — директор ресторана Фёдор Иванович
84. 1984 — Человеческий фактор — бригадир
85. 1984 — Господин Великий Новгород — старый мастер
86. 1985 — Берега в тумане (СССР, Болгария) — сталевар
87. 1985 — В поисках капитана Гранта — Падди О’Мур
88. 1985 — Выйти замуж за капитана — Андрей Степанович, 30 лет занимает должность председатель колхоза
89. 1986 — 55 градусов ниже нуля — Еремей Савельевич, прадед Лены, Дмитрия и Петра
90. 1986 — Мирное время Романа Шмакова
91. 1986 — Тихое следствие — сторож нефтебазы
92. 1986 — В одну-единственную жизнь — Прохор
93. 1987 — Десять негритят — лодочник Фред Нарракотт
94. 1987 — Суд в Ершовке — Софронов
95. 1987 — В Крыму не всегда лето — крестьянин
96. 1987 — Поражение — эпизод
97. 1987 — Лето на память — отец Валентины, колхозный сторож
98. 1987 — Наездники — Егор Шибаев
99. 1988 — Эсперанса (СССР, Мексика) — Матвей Захарович
100. 1988 — Продление рода — Солонкин
101. 1988 — Штаны — односельчанин Бацанова (озвучил И. Ефимов)
102. 1989 — Брызги шампанского — швейцар ресторана
103. 1989 — Груз «300»
104. 1989 — Любовь с привилегиями (Городские подробности) — генерал, гость на свадьбе
105. 1989 — Чаша терпения — Дубоносов-старший, инспектор
106. 1990 — Войди в каждый дом — Никита, заведующий фермой
107. 1990 — Гамбринус — барин
108. 1991 — Побег на край света — одинокий кузнец
109. 1991 — Хмель — отец Филарет, духовник общины (озвучил — Алексей Булдаков)
110. 1994 — Охота
111. 2000 — Воспоминания о Шерлоке Холмсе — Гримсби Ройлотт